# Xylonomycetes
Classe
Les Xylonomycetes sont une classe de champignons ascomycètes.

## Liste des ordres
- Symbiotaphrinales
- Xylonales